# Boala Corona
La Boala Corona è una struttura geologica della superficie di Venere.